# موریلو روآ
موریلو روآ (انگلیسی: Murilo Rua؛ زادهٔ ۲۲ مهٔ ۱۹۸۰) ورزشکار هنرهای رزمی ترکیبی اهل برزیل است.